# مجزرة ميدان تقسيم
في 1 مايو 1977 شهد ميدان تقسيم في مدينة إسطنبول حادثة دموية أثناء احتفالات (يوم العمال العالمي) في التجمع الذي ضم حوالي 500،000 شخص، اندلعت أعمال عنف أسفرت عن مقتل ضحايا ما بين 34 و 42 قتيلاً، وإصابة ما بين 126 و220 جريحاً، واعتقلت قوات الأمن في وقت لاحق أكثر من 500 متظاهر، ووجهت اتهامات إلى 98 آخرين.
لم يلقى القبض على أي من الجناة بالرغم من الشكوك و كانت المذبحة جزءًا من موجة العنف السياسي في تركيا في أواخر السبعينيات.[بحاجة لمصدر]

## خلفية
في عهد الدولة العثمانية، تم الاحتفالُ - لأول مرة - بعيد العمال في مدينة سكوبيه (عاصمة مقدونيا حالياً) في عام 1909. وتم الاحتفال بعيد العمال لأول مرة في إسطنبول عام 1912. وتعذّر إحياء هذا اليوم بين الأعوام 1928 و1975.
في الأول من مايو 1976 قام اتحاد نقابات الحِرف الثورية في تركيا (DISK) بتنظيم أول تظاهرة في ميدان تقسيم بمشاركة واسعة.
بدأت الإشاعات بأن يوم العمال لعام 1977 سيكون دامياً؛ فأخذت تتناقل عبر الصحافة التركية قبل التظاهرة، والتي نظمت أيضا من قبل اتحاد النقابات DISK.
عُرفت قيادات اتحاد النقابات بدعم حزب عمال تركيا ((بالتركية: Türkiye İşçi Partisi)‏, TİP) وحزب العمال الأتراك الاشتراكي ((بالتركية: Türkiye Sosyalist İşçi Partisi)‏, TSİP) والحزب الشيوعي التركي ((بالتركية: Türkiye Komünist Partisi)‏, TKP) المحظور آنذاك، وحظرت تلك القيادات آنذاك مشاركة ما يوصف بالكتلة الماوية (التي كانت تعمل آنذاك تحت أسماء مثل "تحرير الشعب" و"طريق الشعب" واتحاد الشعب"). كان من المتوقع ان تتصادم تلك المجموعات معاً.

## الأحداث
شارك في تظاهرة يوم العمال في ميدان تقسيم عام 1977 حوالي 500 ألف مواطن. الكثير من المشاركين، وخاصة ما يعرف بالكتلة الماوية، لم يكونوا قد دخلوا الميدان عندما سمع دوي الطلقات النارية. يفيد معظم الشهود بأن الرصاصات جاءت من سطح خزان الماء التابع لشركة توريد المياه (Sular İdaresi) وفندق الانتركونتيننتال (يعرف اليوم باسم المرمرة). تدخلت بعدها قوات الأمن بعربات مدرعة محدثة جلبة كبيرة بصفاراتها وبالمتفجرات. كما استخدموا خراطيم المياه ضد المتظاهرين. معظم الضحايا سقطوا بسبب التدافع والهلع الذي أحدثه هذا التدخل.